# Alangaram Arokia Sebastin Durairaj
Alangaram Arokia Sebastin Durairaj (Thirunagar, 3 maggio 1957) è un arcivescovo cattolico indiano, dal 4 ottobre 2021 arcivescovo metropolita di Bhopal.

## Biografia
È nato il 3 maggio 1957 a Thirunagar, nell'arcidiocesi di Madurai. È il primo figlio di quattro figli di Alangaram e Rosari.

### Formazione e ministero sacerdotale
Dopo aver frequentato la scuola elementare a Thirunagar, è entrato nel seminario di St. Charles a Tiruchirapalli nel 1971, mentre ha completato il suo programma di juniorato al seminario di Palda a Indore nel 1975 e ha conseguito la laurea triennale al Gujarati Science College di Indore e il master in psicologia al Government Arts and Commerce College di Indore.
Ha completato il suo noviziato per la Società del Verbo Divino ed ha fatto la sua prima professione nel 1979 e la professione perpetua il 12 giugno 1984; è stato ordinato presbitero l'8 maggio 1985. In seguito tra i vari incarichi, è stato rettore del Vidya Bhavan di Bhopal dal 1996 al 1999, direttore assistente dello Snehalaya, centro per la spiritualità di Indore dal 2003 al 2004 e rettore del Vidya Bhavan Philosophate di Bhopal dal 2004 al 2005, anno in cui è stato eletto superiore provinciale della provincia indiana centrale della Società del Verbo Divino ed è stato rieletto nel 2008. Ha conseguito un master in consulenza comunitaria presso la Loyola University di Chicago e un dottorato in formazione per consulenti presso la Duquesne University di Pittsburgh.

### Ministero episcopale
L'11 maggio 2009 da papa Benedetto XVI lo ha nominato vescovo di Khandwa. Ha ricevuto l'ordinazione episcopale il 16 luglio successivo dall'arcivescovo di Bhopal Leo Cornelio, co-consacranti l'arcivescovo di Nagpur Abraham Viruthakulangara e l'arcivescovo di Madurai Peter Fernando.
Il 17 settembre 2011 e il 13 settembre 2019 è stato ricevuto in udienza papale insieme ad altri vescovi indiani durante la visita ad limina. 
Il 4 ottobre 2021 papa Francesco lo ha promosso arcivescovo metropolita di Bhopal. Ha preso possesso dell'arcidiocesi il 27 novembre successivo.

## Genealogia episcopale e successione apostolica
La genealogia episcopale è:
- Cardinale Scipione Rebiba
- Cardinale Giulio Antonio Santori
- Cardinale Girolamo Bernerio, O.P.
- Arcivescovo Galeazzo Sanvitale
- Cardinale Ludovico Ludovisi
- Cardinale Luigi Caetani
- Cardinale Ulderico Carpegna
- Cardinale Paluzzo Paluzzi Altieri degli Albertoni
- Papa Benedetto XIII
- Papa Benedetto XIV
- Papa Clemente XIII
- Cardinale Marcantonio Colonna
- Cardinale Giacinto Sigismondo Gerdil, B.
- Cardinale Giulio Maria della Somaglia
- Cardinale Carlo Odescalchi, S.I.
- Cardinale Costantino Patrizi Naro
- Cardinale Lucido Maria Parocchi
- Papa Pio X
- Papa Benedetto XV
- Cardinale Willem Marinus van Rossum, C.SS.R.
- Arcivescovo Leo Peter Kierkels, C.P.
- Arcivescovo Eugene Louis D'Souza, M.S.F.S.
- Arcivescovo Abraham Viruthakulangara
- Arcivescovo Leo Cornelio, S.V.D.
- Arcivescovo Alangaram Arokia Sebastin Durairaj, S.V.D.

La successione apostolica è:
- Vescovo Peter Rumal Kharadi (2024)
- Vescovo Augustine Madathikunnel (2024)